# Steve DiGiorgio
Steve DiGiorgio (Waukegan, Illinois, 1967. november 7. –) egy amerikai basszusgitáros, aki több neves metalegyüttessel koncertezett és készített albumokat. Műfajában az egyik legtechnikásabb basszusgitárosként tartják számon. A Sadus alapító tagjaként saját zenekarával, majd az Autopsy és a Death tagjaként szerzett ismertséget az 1980-as évek végén és az 1990-es évek elején. 1992-ben Chris Dugan dobossal és Flamp Sorvari szaxofonos/fuvolással megalapította a Dark Hall nevű fúziósjazz-triót. Később többek között a Control Denied, a Testament, az Iced Earth, a Vintersorg és a Dragonlord nevű metalegyüttesekkel készített lemezeket.

## Diszkográfia

### Albumok
| Együttes                    | Év   | Album                              |
| --------------------------- | ---- | ---------------------------------- |
| Sadus                       | 1988 | Illusions                          |
| Sadus                       | 1990 | Swallowed in Black                 |
| Sadus                       | 1992 | A Vision of Misery                 |
| Sadus                       | 1997 | Elements of Anger                  |
| Sadus                       | 1997 | Chronicles of Chaos (válogatás)    |
| Sadus                       | 2006 | Out for Blood                      |
| Autopsy                     | 1989 | Severed Survival                   |
| Autopsy                     | 1991 | Fiend for Blood (EP)               |
| Death                       | 1991 | Human                              |
| Death                       | 1993 | Individual Thought Patterns        |
| James Murphy                | 1999 | Feeding the Machine                |
| Control Denied              | 1999 | The Fragile Art of Existence       |
| Testament                   | 1999 | The Gathering                      |
| Testament                   | 2001 | First Strike Still Deadly          |
| Dragonlord                  | 2001 | Rapture                            |
| Iced Earth                  | 2001 | Horror Show                        |
| Vintersorg                  | 2002 | Visions from the Spiral Generator  |
| Vintersorg                  | 2004 | The Focusing Blur                  |
| Quo Vadis                   | 2004 | Defiant Imagination                |
| Artension                   | 2004 | Future World                       |
| Takayoshi Ohmura            | 2004 | Nowhere to Go                      |
| Painmuseum                  | 2005 | Metal for Life                     |
| Angel Of Eden               | 2007 | The End of Never                   |
| Scariot                     | 2007 | Monument Shift                     |
| Sebastian Bach              | 2007 | Angel Down                         |
| Futures End                 | 2009 | Memoirs of a Broken Man            |
| Faust                       | 2009 | From Glory to Infinity             |
| Synesis Absorption          | 2010 | Disgrace of Redemption (EP)        |
| Charred Walls of the Damned | 2010 | Charred Walls of the Damned        |
| Charred Walls of the Damned | 2011 | Cold Winds on Timeless Days        |
| Johnny Newman               | 2011 | More Than Ever                     |
| Anatomy Of I                | 2011 | Substratum                         |
| Memorain                    | 2012 | Evolution                          |
| Soen                        | 2012 | Cognitive                          |
| Ephel Duat                  | 2012 | On Death and Cosmos                |
| Mythodea                    | 2012 | Mythodea                           |
| Artlantica                  | 2013 | Across the Seven Seas              |
| Gone in April               | 2016 | Threads of Existence               |
| Testament                   | 2016 | Brotherhood of the Snake           |
| Spirits of Fire             | 2019 | Spirits of Fire                    |
| Geoda                       | 2019 | Here and Now                       |
| Testament                   | 2020 | Titans of Creation                 |
| Act of Denial               | 2021 | Negative                           |
| Megadeth                    | 2022 | The Sick, the Dying… and the Dead! |
| Spirits of Fire             | 2022 | Embrace the Unknown                |

### Vendégszereplések
- Lunaris – Cyclic (2004) (az "I.A.D." című dalban)
- Roadrunner United (2005) (a "Annihilation by the Hands of God" és "Constitution Down" című dalokban)
- Freak Neil Inc. – Characters (2005) (a "Cafe Supreme" és "Jaba" című dalokban)
- Drum Nation Volume 3 (2006) (a "Fluoxetine" című dalban)
- Necro – Death Trap (2007) (a "Suffocated to Death by God's Shadow" című dalban)
- Heathen – The Evolution of Chaos (2010) (fretless basszusgitár a "No Stone Unturned" c. dalban, szitár az "Intro"-ban)
- Christian Muenzner – Timewarp (2011) (basszusgitár és szitár több dalban)